# Consejo Regional Oriental
El Consejo Regional Oriental es la asamblea de la Región Oriental marroquí. Está compuesto por 51 consejeros regionales elegidos cada 6 años por sufragio universal directo y presidido por Abdennabi Biioui desde 2015.

## Sede
El Consejo Regional Oriental tiene su sede en la capital regional de Uchda, en el bulevar Príncipe Moulay El Hassan.

## Presidentes
| Período | Presidente | Presidente    | Partido | Partido |
| ------- | ---------- | ------------- | ------- | ------- |
| 2015 -  |            | Abdenbi Bioui |         | PAM     |

## Comisiones
De conformidad con el artículo 45 del reglamento interno, el consejo regional cuenta con siete comisiones permanentes cuyas responsabilidades están definidas en el artículo 46 del mismo reglamento.
- Comité de Presupuesto, Finanzas y Programación, presidido por Said Barnichi (PAM).
- Comisión de Desarrollo Económico, Social, Cultural y Ambiental, presidida por Abdelah Hamal (PJD).
- Comisión de Planificación Territorial, presidida por Abdelkhalek Mamouni (PAM).
- Comisión de Educación, Formación Profesional, Investigación Científica y Empleo, presidida por Radi Ghazi (MP).
- Comisión de Agricultura, Pesca Marítima y Desarrollo Rural, presidida por Zoulikha Labiod (PI).
- Comisión de Equipamiento e Infraestructura, presidida por Khadija Mansouri (PAM).
- Comisión de Cooperación, Colaboración y Promoción de Inversores, presidida por Leila Maafa (PAM).

## Composición

### Histórica
Los 51 consejeros regionales elegidos hasta 2021 se distribuían de la siguiente manera:
| Grupo | Grupo                                 | Escaños | Presidente del grupo | Estado    |
| ----- | ------------------------------------- | ------- | -------------------- | --------- |
|       | Autenticidad y Modernidad             | 22      | Mustafa Slisli       | Mayoría   |
|       | Istiqlal                              | 9       | Driss Bouchentouf    | Mayoría   |
|       | Itihadi (USFP - UC)                   | 4       | Mustafa Bouroua      | Mayoría   |
|       | Justicia y Desarrollo                 | 9       | Mohamed Melhaoui     | Oposición |
|       | Haraki                                | 5       | Salim Camaran        | Oposición |
|       | Manifestación Democrática (RNI - AHD) | 4       | El Mostafa Guerab    | Oposición |